# Mois Romain

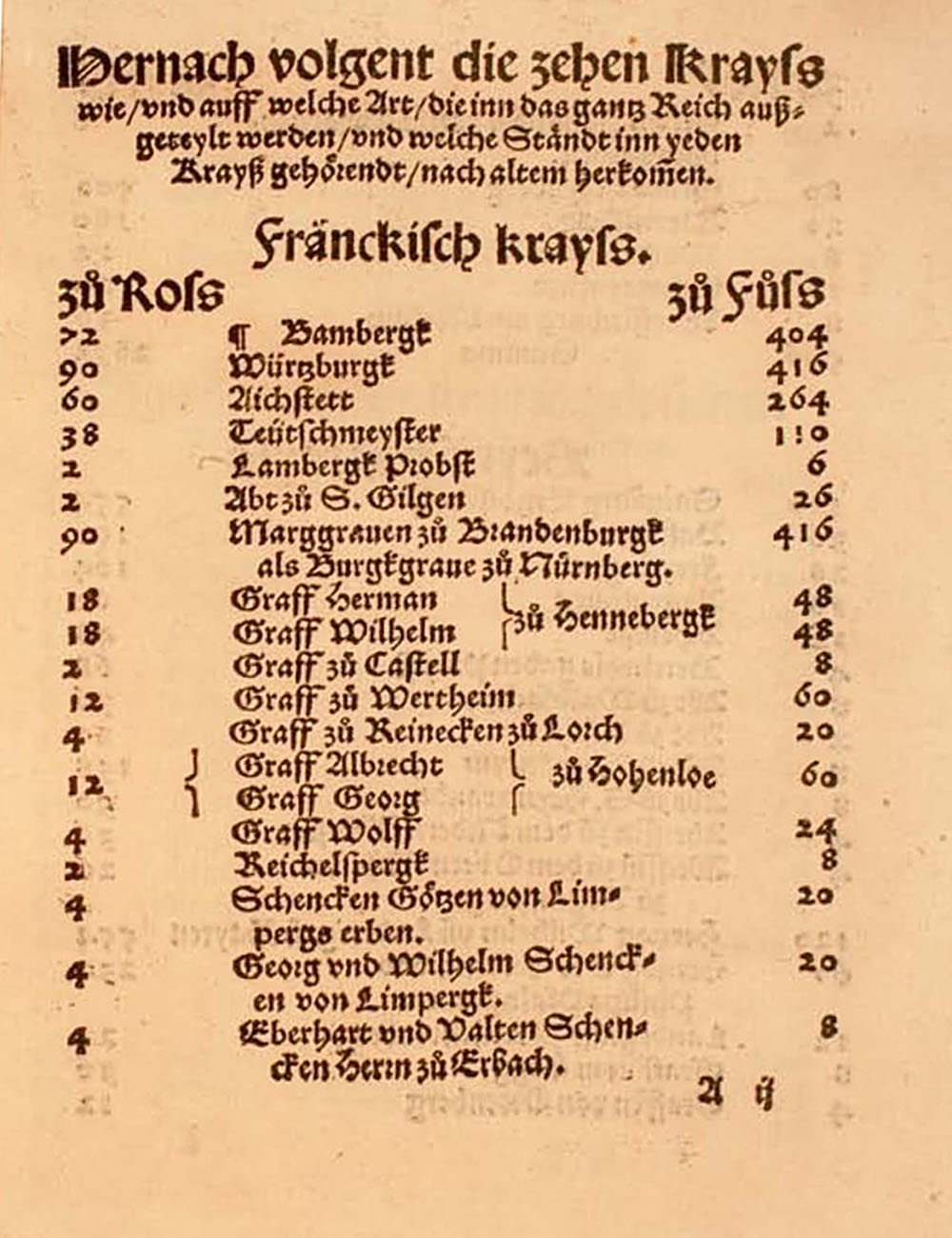
Une page de la liste des cercles impériaux indiquant le soutien militaire pendant les guerres ottomanes, 1532.

Le Mois Romain (en allemand : Römermonat) constitue la base de calcul pour une variété d'impôts que les États immédiats doit acquitter aux autorités fiscales du Saint-Empire romain. 

## Origine
Le nom dérive de l'obligation qu'ont les États d'apporter leur soutien militaire au souverain lors de son expédition romaine pour se faire couronner empereur par le pape, soit sous forme de soldats équipés, soit sous forme d'argent. Sous la forme du paiement mensuel (simplum) de la solde d'un contingent de 24 000 militaires, cette taxe fournit la base pour la totalité de l'imposition sur les États impériaux. Introduite au cours de la réforme institutionnelle du Saint-Empire par Maximilien Ier, elle a été instaurée officiellement par la matricule d'Empire arrêtée à la diète de Worms sous Charles Quint, en 1521.

## Les Cercles d'Empire
Les Cercles constituent une structure administrative régionale de l'Empire, imposée par le morcellement des états, institués entre 1500 et 1522. La diète d'Augsbourg de 1500 fixa à six le nombre de Cercles, puis les diètes de Trèves et de Cologne portèrent leur nombre à dix, nombre entériné par la Diète de Nuremberg.

## Le Mois Romain
La contribution à l'effort militaire commun de l'Empire est basée sur la taxe du matricule de l'Empire, ou Mois Romain, arrêté à Ratisbonne en 1654, où sont « emploïez les noms de tous les Princes, État, et Membres de l'Empire qui en qualité d'États immédiats sont obligez de contribuer aux dépenses communes de l'Empire ». Ce matricule, fixant les États qui payent le Mois Romain et son montant, était conservé dans la Chancellerie de l'Électeur à Mayence. 
D'après Heiss le nom de la taxe vient de ce que « les États de l'Empire étaient autrefois obligés de lever et d'entretenir à leurs dépens vingt mille hommes de pied et quatre mille de chevaux, pour accompagner l'Empereur lorsqu'il faisait le Voyage de Rome ».
Le coût fut fixé sous Charles Quint et resta longtemps le même bien que l'entretien des soldats ait augmenté. Pour compenser l'inflation, on demanda par la suite cinq Mois Romain pour un cavalier et trois pour un fantassin, et de même pour augmenter le nombre des troupes à lever.
Cette taxe a été payée à des échelons divers : le Cercle de Bourgogne n'a jamais payé ce qu'il devait et ses taxes figurent toujours dans les matricules, les princes militaires ou de cour ont sans cesse usé de leur influence pour être exemptés de taxe, certaines régions ou ville ont demandé l'allègement des taxes en arguant la trop longue succession de guerre...